# Craspedolepta aberrantis
Craspedolepta aberrantis är en insektsart som beskrevs av Loginova 1962. Craspedolepta aberrantis ingår i släktet Craspedolepta och familjen rundbladloppor. Inga underarter finns listade i Catalogue of Life.